# Visioen
Een visioen (afkomstig van Latijnse visio: zicht, zienswijze) is een subjectieve ervaring van iets dat zintuigelijk niet waarneembaar is, maar voor de persoon zelf  werkelijkheid lijkt te zijn, en waar in religieuze zin door de persoon voorspellende waarde wordt toegeschreven, ingegeven door een bovennatuurlijke of mystieke kracht. Visioenen komen voor in een visuele of auditieve ervaring, soms ontvangt de visionair ook indrukken die van andere zintuigen lijken te komen. Wanneer sprake is van enkel een auditieve ervaring, noemt met dit een audition (afkomstig van Latijnse audire: horen). In de spreektaal wordt het verschil tussen visuele en auditieve ervaringen nauwelijks gemaakt.
Visioenen zijn verwant aan dromen of verschijningen.
Aanhangers van een religie veronderstellen vaak dat visioenen afkomstig zijn van een bovennatuurlijke of mystieke kracht, zoals een godheid, al dan niet met gebruikmaking van een profeet (die als visionair optreedt). Visioenen dienen dan om te inspireren of onderdeel uit te maken van een goddelijke openbaring met duiding van een historisch gebeurtenis of een blik op een toekomstige gebeurtenis.